# Jan Oborski (zm. 1565)
Jan Oborski (Oborowski) herbu Kolumna (zm. w 1565 roku) – podkomorzy czerski w latach 1542-1552, chorąży warszawski w 1532 roku.
Studiował na Akademii Krakowskiej w 1537 roku.
Poseł na sejm krakowski 1553 roku z ziemi czerskiej, poseł na sejm piotrkowski 1533 roku z ziemi wyszogrodzkiej.